# Cryphia thamanaena
Cryphia thamanaena är en fjärilsart som beskrevs av George Francis Hampson 1908. Cryphia thamanaena ingår i släktet Cryphia och familjen nattflyn. Inga underarter finns listade i Catalogue of Life.